# Donald Johnston (Ruderer)
Donald „Don“ Hendrik Johnston (* 30. September 1899 in Albany, New York; † 4. August 1984 in Arlington County, Virginia) war ein US-amerikanischer Ruderer.
Der 1,88 m große Johnston hatte 1919 an der United States Naval Academy mit dem Rudersport begonnen, 1920 ruderte er bereits im ersten Achter der Academy. Dieser Achter vertrat bei den Olympischen Spielen 1920 in Antwerpen die Vereinigten Staaten. Der Achter gewann in der Vorrunde mit sechzehn Sekunden Vorsprung gegen die belgische Mannschaft, im Halbfinale setzten sich die Amerikaner mit achtzehn Sekunden gegen die französische Besatzung durch. Mit einem knappen Vorsprung von 0,8 Sekunden siegte die Crew im Finale vor dem britischen Achter. 
Nach seiner Graduierung schlug Johnston die Offizierslaufbahn ein, 1952 verließ er die US Air Force als Hauptmann.